# Sportverein Herzogenaurach e.V.
Sportverein Herzogenaurach e.V. é uma agremiação esportiva alemã, fundada em 1919, sediada em Herzogenaurach, na Baviera.

## História
A história do clube é fortemente ligada ao fabricante de equipamento esportivo Adidas. Formado em 1919 sob o nome Sportclub Pfeil, mudou seu nome para Freie Union e, mais tarde, após a Segunda Guerra Mundial, ASV Herzogenaurach. Durante o regime nazista, o clube teve proibida as suas atividades e acabou dissolvido devido à sua associação com a classe trabalhadora.
O clube existiu como uma equipe amadora local até meados dos anos 1960, quando ao vencer o campeonato na A-Klasse Mittelfranken-Gruppe 3 (VI), em 1966, ganhou a promoção para a Bezirksliga Mittelfranken-Nord (V). Outra promoção seguida ocorreu em 1968, após vencer a Bezirksliga. Entrando na Landesliga Bayern-Mitte para a temporada 1968-1969, recebeu uma proposta de patrocínio da AG Puma. Vendo uma oportunidade para ganhar maior reconhecimento, A Adidas tornou-se o principal patrocinador do clube. A Puma já era desde 1967 uma patrocinadora do rival, FC Herzogenaurach. A rivalidade entre Puma e Adidas, na verdade entre os dois irmãos que possuíam as empresas, Rudolf Dassler e Adolf Dassler, antecede a rivalidade dos dois clubes de futebol, que remonta a 1948. 
Através da influência da Adidas, o clube conseguiu enfrentar o então campeão alemão, Bayern de Munique, em um amistoso, que foi disputado em 23 de julho de 1969 diante de 6.000 espectadores, mas sofreu uma goleada de 9 a 1.
No Landesliga, o clube conheceu seu rival local, mais uma vez, o PCH tendo ganho a promoção para a liga em 1966. Na primeira temporada juntos, o ASV terminou em quarto, enquanto o FC ficou em terceiro lugar, ambos separados por um ponto. Na temporada seguinte, o FC venceu o campeonato e ganhou a promoção para a Amateurliga Bayern (III), enquanto o ASV ficou em terceiro lugar. O ASV teve que esperar mais duas temporadas para fazer o mesmo e ganhar o campeonato e a consequente promoção em 1972.
Ao voltar à Landesliga Bayern-Mitte, o ASV se esforçou para chegar à Amateurliga Bayern, terminando em segundo três vezes seguidas em 1978, 1979 e 1980. Nas duas primeiras vezes, ficou de fora por apenas um ponto, em 1979, para o rival local FC. Posteriormente, desceu de novo e não chegou mais ao título da Landesliga. O FC não se saiu muito melhor, oscilando entre a Landesliga e Bezirksliga após a sua forma final, o rebaixamento à Amateur-Oberliga Bayern ocorreu em 1981. Em 1989, ambos os clubes Herzogenaurach deixaram a Landesliga.
O ASV perdeu sua permanência na Landesliga, em 1987, quando uma revolta entre os jogador acerca de despesas de viagem não pagas culminou com uma greve, tendo que o clube se fazer representar por um time juvenil. O clube declinou rapidamente e acabaria na mais baixa divisão, a C-Klasse. O patrocinador Adidas também havia retirado o seu apoio.
Um reavivamento tímido aconteceu em 1998, quando subiu rapidamente para a Kreisliga, mas não conseguiu sustentar esse nível e foi prontamente rebaixado novamente.
O clube jogou na A-Klasse Erlangen/Pegnitzgrund (X), em 2008-09, o menor nível de jogo na região, e terminou em 3º nesse circuito em 2008-09. O seu antigo rival, FC Herzogenaurach, tinha caído baixo não tão longe no campeonato, jogando um nível acima na Kreisliga Erlangen/Pegnitzgrund (IX) em 2008-09.
Em 2009-10, o ASV venceu sua liga e ganhou a promoção para a Kreisklasse, onde encontrou o FCH mais uma vez. Enquanto seu rival ganhou a promoção em 2010-11, o ASV acabou sofrendo o descenso.
A velha rivalidade entre os dois clubes pode ter perdido importância, assim como a rivalidade local entre as duas marcas esportivas. A cidade de Herzogenaurach certamente não é tão dividida mais como era antes. Em março de 2007, uma fusão dos três clubes locais foi sequer discutido, o ASV e FC juntamente com o SC Nord poderiam formar um clube, o qual seria capaz de atingir a Regionalliga. 
A rivalidade entre as duas empresas e dos clubes locais ganhou alguma atenção internacional durante a Copa do Mundo de 2006, na Alemanha.

## Títulos
- Amateurliga Bayern (III)
  - Campeão: 1974;
- Landesliga Bayern-Mitte (IV)
  - Campeão: 1972;
  - Runners-up: (3) 1978, 1979, 1980;
- Bezirksliga Mittelfranken-Nord (V)
  - Campeão: 1968;
- A-Klasse Erlangen/Pegnitzgrund 2
  - Campeão: 2010;

## Cronologia recente
| Temporada | Divisão                             | Módulo | Posição |
| 2003–04   | A-Klasse Erlangen Forchheim-Süd     | IX     | 4º ↑    |
| 2004–05   | Kreisklasse West Erlangen/Forchheim | VIII   | 14º ↓   |
| 2005–06   | A-Klasse Pegnitzgrund               | IX     | 11º     |
| 2006–07   | A-Klasse Erlangen/Pegnitzgrund      | IX     | 7º      |
| 2007–08   | A-Klasse Erlangen/Pegnitzgrund      | IX     | 4º      |
| 2008–09   | A-Klasse Erlangen/Pegnitzgrund      | X      | 3º      |
| 2009–10   | A-Klasse Erlangen/Pegnitzgrund 2    | X      | 1º ↑    |
| 2010–11   | Kreisklasse Erlangen/Pegnitzgrund 1 | IX     | 15º ↓   |
| 2011–12   | A-Klasse Erlangen/Pegnitzgrund 1    | X      | 13º     |
| 2012–13   | A-Klasse Erlangen/Pegnitzgrund 1    | IX     | º       |

## ASV contra FC
O retrospecto de confronto entre ambos na Bayernliga e Landesliga:
| Temporada | Primeiro           | Liga                         | Lugar | Segundo            | Liga                               | Lugar |
| 1966–67   | FC Herzogenaurach  | Landesliga Bayern-Mitte (IV) | 11º   | ASV Herzogenaurach | Bezirksliga Mittelfranken-Nord (V) |       |
| 1967–68   | FC Herzogenaurach  | Landesliga Bayern-Mitte      | 11º   | ASV Herzogenaurach | Bezirksliga Mittelfranken-Nord     | 1º ↑  |
| 1968–69   | FC Herzogenaurach  | Landesliga Bayern-Mitte      | 3º    | ASV Herzogenaurach | Landesliga Bayern-Mitte            | 4º    |
| 1969–70   | FC Herzogenaurach  | Landesliga Bayern-Mitte      | 1º ↑  | ASV Herzogenaurach | Landesliga Bayern-Mitte            | 3º    |
| 1970–71   | FC Herzogenaurach  | Amateurliga Bayern (III)     | 5º    | ASV Herzogenaurach | Landesliga Bayern-Mitte            | 5º    |
| 1971–72   | FC Herzogenaurach  | Amateurliga Bayern           | 7º    | ASV Herzogenaurach | Landesliga Bayern-Mitte            | 1º ↑  |
| 1972–73   | ASV Herzogenaurach | Amateurliga Bayern           | 3º    | FC Herzogenaurach  | Amateurliga Bayern                 | 12º   |
| 1973–74   | ASV Herzogenaurach | Amateurliga Bayern           | 1º    | FC Herzogenaurach  | Amateurliga Bayern                 | 17º ↓ |
| 1974–75   | ASV Herzogenaurach | Amateurliga Bayern           | 4º    | FC Herzogenaurach  | Landesliga Bayern-Mitte            | 2º    |
| 1975–76   | ASV Herzogenaurach | Amateurliga Bayern           | 14º   | FC Herzogenaurach  | Landesliga Bayern-Mitte            | 3º    |
| 1976–77   | ASV Herzogenaurach | Amateurliga Bayern           | 17º ↓ | FC Herzogenaurach  | Landesliga Bayern-Mitte            | 1º ↑  |
| 1977–78   | FC Herzogenaurach  | Amateurliga Bayern           | 15º ↓ | ASV Herzogenaurach | Landesliga Bayern-Mitte            | 2º    |
| 1978–79   | FC Herzogenaurach  | Landesliga Bayern-Mitte      | 1º ↑  | ASV Herzogenaurach | Landesliga Bayern-Mitte            | 2º    |
| 1979–80   | FC Herzogenaurach  | Amateurliga Bayern           | 7º    | ASV Herzogenaurach | Landesliga Bayern-Mitte            | 2º    |
| 1980–81   | FC Herzogenaurach  | Amateurliga Bayern           | 16º ↓ | ASV Herzogenaurach | Landesliga Bayern-Mitte            | 12º   |
| 1981–82   | FC Herzogenaurach  | Landesliga Bayern-Mitte      | 9º    | ASV Herzogenaurach | Landesliga Bayern-Mitte            | 13º   |
| 1982–83   | ASV Herzogenaurach | Landesliga Bayern-Mitte      | 5º    | FC Herzogenaurach  | Landesliga Bayern-Mitte            | 16º ↓ |
| 1983–84   | ASV Herzogenaurach | Landesliga Bayern-Mitte      | 14º   | FC Herzogenaurach  | Bezirksliga Mittelfranken-Nord     | ↑     |
| 1984–85   | ASV Herzogenaurach | Landesliga Bayern-Mitte      | 12º   | FC Herzogenaurach  | Landesliga Bayern-Mitte            | 16º ↓ |
| 1985–86   | ASV Herzogenaurach | Landesliga Bayern-Mitte      | 6º    | FC Herzogenaurach  | Bezirksliga Mittelfranken-Nord     | 2º    |
| 1986–87   | ASV Herzogenaurach | Landesliga Bayern-Mitte      | 17º ↓ | FC Herzogenaurach  | Bezirksliga Mittelfranken-Nord     | 1º ↑  |
| 1987–88   | FC Herzogenaurach  | Landesliga Bayern-Mitte      | 7º    | ASV Herzogenaurach | Bezirksliga Mittelfranken-Nord     | 16º ↓ |
| 1988–89   | FC Herzogenaurach  | Landesliga Bayern-Mitte      | 19º ↓ | ASV Herzogenaurach | A-Klasse (VII)                     |       |

- Fonte: Das deutsche Fussball Archiv (em alemão)
- Amarelo denota quando os clubes jogaram na mesma liga.

### Jogos
Disputas na Bayernliga e Landesliga:
| Temporada | Liga                    | Times                                  | Mandante | Adversário |
| 1968–69   | Landesliga Bayern-Mitte | ASV Herzogenaurach – FC Herzogenaurach | 1 a 0    | 1 a 5      |
| 1969–70   | Landesliga Bayern-Mitte | ASV Herzogenaurach – FC Herzogenaurach | 0 a 1    | 1 a 0      |
| 1972–73   | Amateurliga Bayern      | ASV Herzogenaurach – FC Herzogenaurach | 1 a 3    | 2 a 0      |
| 1973–74   | Amateurliga Bayern      | ASV Herzogenaurach – FC Herzogenaurach | 0 a 1    | 2 a 0      |
| 1978–79   | Landesliga Bayern-Mitte | ASV Herzogenaurach – FC Herzogenaurach | 1 a 2    | 2 a 2      |
| 1981–82   | Landesliga Bayern-Mitte | ASV Herzogenaurach – FC Herzogenaurach | 1 a 1    | 2 a 2      |
| 1982–83   | Landesliga Bayern-Mitte | ASV Herzogenaurach – FC Herzogenaurach | 2 a 2    | 4 a 2      |
| 1984–85   | Landesliga Bayern-Mitte | ASV Herzogenaurach – FC Herzogenaurach | 2 a 2    | 4 a 2      |

- Fonte: Manfreds Fussball Archiv

## Fonte
- Vereinslexikon, Hardy Grüne, AGON, 2001, Seite 215, ISBN 3-89784-147-9